# Șuțești
Șuțești est une commune du județ de Brăila en Roumanie.